# Procès de l'Union pour la libération de l'Ukraine
 (juillet 2018).

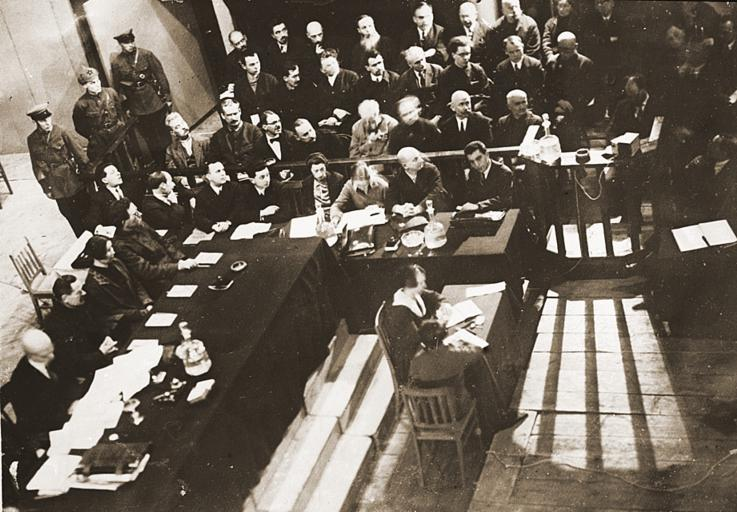
Le Ppocès de l'Union pour la libération de l'Ukraine, en URSS (Kharkiv).

Le procès de l'Union pour la libération de l'Ukraine (en ukrainien : Процес Спілки Визволення України (СВУ) ; Protses Spilky Vyzvolennia Ukrayiny (SVU)) est l'une des parodies de procès ayant eu lieu en Union soviétique sous Staline.
Il a eu lieu dans le Théâtre de l'Opéra de Kharkiv du 9 mars au 19 avril 1930. Quarante-cinq intellectuels et hommes politiques ukrainiens furent accusés d'activités contre l'État, ou d'activités contre-révolutionnaires pour certains. Quinze des accusés travaillaient à l'Académie des Sciences d'Ukraine. Une trentaine d'entre eux étaient membres d'anciens partis politiques ukrainiens : l'un était un ancien Premier ministre, tandis que deux autres avait été ministres de la République populaire d'Ukraine. Deux accusés étaient des membres éminents de l'Église orthodoxe autocéphale ukrainienne.
Les accusés furent condamnés à des peines de prison. Une partie fut déportée aux Îles Solovki, en mer Blanche.
Ce verdict a été annulé le 11 août 1989 par la Cour suprême de la république socialiste soviétique d'Ukraine.

## Accusations
Selon les sources soviétiques, l'Union pour la libération de l'Ukraine était une organisation clandestine qui aurait existé en Ukraine de juin 1926 à juillet 1929, date à laquelle elle aurait été mise à jour par la Guépéou. Une précédente organisation portant le même nom, Union pour la libération de l'Ukraine, avait existé durant la Première Guerre mondiale et cessé ses activités en juillet 1918.
Selon l'acte d'accusation, l'Union poursuivait l'objectif d'une « libération » du peuple ukrainien dans son territoire ethnographique et de la création d'une république ukrainienne indépendante, parlementaire et démocratique, avec une large reconnaissance de la propriété privée.
L'acte d'accusation avança que l'Union aurait préparé des soulèvements populaires, en accord étroit avec les dirigeants de la diaspora ukrainienne. En outre, une Union de la jeunesse ukrainienne devait organiser des actes terroristes contre l'Union soviétique et contre les dirigeants soviétiques ukrainiens.

## Cour, ministère public et défense
Le procès eut lieu dans le Théâtre de l'Opéra de Kharkiv du 9 mars au 19 avril 1930.
Le président de la Cour suprême ukrainienne, devant laquelle se déroula l'audience, était Anton Prykhodko, le procureur en chef M. Mykhailyk, procureur général de la république d'Ukraine et vice-commissaire du Peuple. Parmi les procureurs de la république figuraient Panas Lioubtchenko, l'académicien A. Sokolovsky, et l'écrivain O. Slisarenko.
Figuraient parmi les accusés :
- Sergueï Yefremov, académicien de l'Académie nationale des sciences d'Ukraine, ancien vice-président de la Rada centrale et membre du Parti démocratique ukrainien (UDP) ;
- Volodymyr Tchekhivsky, ancien membre du Comité central du Parti ouvrier social-démocrate ukrainien (USDRP), ancien Premier ministre de la République populaire ukrainienne, théologien, fondateur et administrateur de l'Église orthodoxe autocéphale ukrainienne ;
- Lioudmyla Starytska-Tcherniakhivska, écrivaine, femme du médecin et professeure de l'université Alexandre Tcherniakhivski de Kiev ;
- Alexandre Tcherniakhivski, médecin et chercheur ukrainien, mari de Lioudmyla Starytska-Tcherniakhivska ;
- V. Dourdoukivsky, enseignant, ancien membre de l'UDP ;
- Yosyf Hermaize, historien, professeur à l'Institut de Kiev de l'Éducation, ancien membre de l'USDRP ;
- Andriy Nikovsky, critique littéraire et écrivain, ancien membre de l'USDRP et ministre des affaires étrangères de la République populaire ukrainienne ;
- Mykhaïlo Slabtchenko, académicien, historien, professeur à l'Institut de l'éducation d'Odessa, ancien membre de l'USDRP ;
- Valentyna Radzymovska, médecin et biologiste ;
- Aleksandre Grebenetsky, professeur ;
- Vsevolod Hantsov, philologue et ancien membre de l'USDRP ;
- Grigori Goloskevitch, linguiste et associé de l'Académie nationale des sciences d'Ukraine ;
- Mykola Pavlouchkov, élève de l'Institut de l'éducation de Kiev, que les autorités soviétiques considéraient comme le fondateur de l'Association de la jeunesse ukrainienne.

Trois femmes font partie des accusés : Lioudmyla Starytska-Tcherniakhivska, Lioudmyla Bidnova et A. Tokarivska. Sont présents en tout deux médecins et membres de l'Académie des Sciences d'Ukraine, 15 professeurs de l'enseignement supérieur, deux étudiants, un directeur d'une école intermédiaire, 10 enseignants, un théologien et un prêtre, trois écrivains, cinq éditeurs, deux coopérateurs, deux avocats et un bibliothécaire. 15 défendeurs étaient des employés de l'Académie des Sciences d'Ukraine. De nombreux accusés ont eu des activités politiques communes, entre 1917 et 1920, pendant la période révolutionnaire et la lutte pour la liberté de l'Ukraine. 31 d'entre eux ont été membres d'anciens partis politiques ukrainiens (15 - UPSF, 12 - USDRP, 4 - UPSR). Un ancien Premier ministre, deux ministres du gouvernement ukrainien, six membres de la Rada centrale figurent parmi eux. Selon l'acte d'accusation, 33 appartenaient au groupe de Kiev de l'Union, trois représentaient Dnipropetrovsk et Odessa, deux Poltava et Mykolaïv, un Tchernihiv et Vinnytsia. Deux accusés étaient d'origine juive, l'historien Yosyp Germaize et l'avocat Morhulis.
Les accusés étaient défendus par Ratner, Vilensky et Puhtynsky.

## Déroulement du procès et verdict
Le déroulement du procès fit apparaître de nombreuses incohérences de l'accusation. Les dirigeants de l'émigration ukrainienne démentirent vigoureusement les déclarations des procureurs selon lesquelles elle aurait donné des instructions à l'Union. En particulier, Levko Tchykalenko (uk) nia qu'il eût envoyé une lettre d'instructions à Yefremov. L'existence de cette lettre a également été niée par Yosyf Hermayze. N. Pavlouchkova (sœur de l'accusé Mykola Pavlouchkov) soutint que « l'Union de libération, en tant qu'organisation était un cercle très étroit de personnes, pas plus de 12 à 15, sans périphérie forte et organisée » et il fut reconnu que les aveux lors du procès des accusés avaient été forcés.
Selon l'un des accusés, le procureur du département secret de Kiev de la GPU, Salomon Bruk répétait au cours des interrogatoires : « Nous devons mettre de l'intelligentsia ukrainienne à genoux, c'est notre devoir et il sera exécuté; ceux que nous ne serions pas en mesure [mater], nous les fusillerons ».
Malgré la publicité donnée au procès par les autorités soviétiques, la sentence a été considérée par elles comme trop modérée. Selon K. Turkalo, l'un des accusés, le procureur menaça 13 des accusés de la peine capitale, mais ne la requit finalement pas. 45 accusés furent condamnés à 10 ans d'emprisonnement en isolement strict, 6 à 8 ans, 3 à 6 ans, 10 à 5 ans, 21 à 3 ans et 1 à 2 ans. 10 furent condamnées avec sursis et immédiatement libérés. 5 autres furent  réhabilités quelques mois après. Certains prisonniers furent envoyés aux Îles Solovetsky. Dans les années 1930 et pendant les premiers mois de la seconde Guerre Mondiale, de nombreux participants à l'Union furent de nouveau été arrêtés et disparurent. La plupart des accusés moururent en prison ou en exil, seuls quelques-uns ont émigrèrent, dont K. Turkalo, et certains ont été réhabilités après la seconde Guerre Mondiale (V. Hantsov, V. Atamanovsky).

## Appréciations et réhabilitation
L'opinion ukrainienne dominante est que l'Union pour la libération de l'Ukraine et l'Union de la jeunesse ukrainienne n'ont pas existé en tant qu'organisations, et furent une provocation du Guépéou. Cette analyse est faite par V. Holubnychyy, V. Hryshko, M. Kowalewsky, G. Kostyuk, Yu. Lavrinenko, R. Sallivant, K. Turkalo et P. Fedak. Certaines sources reconnaissent cependant l'existence de l'Union (N. Pavlushkova, W. Lierre).
Il est plus probable que les accusés du procès de l'Union pour la libération de l'Ukraine étaient activement impliqués dans le mouvement national ukrainien de renaissance culturelle des années 1920, mais qu'ils n'ont pas créé d'organisation politique anti-soviétique, ni reçu de directives de l'émigration ukrainienne.
Le 11 août 1989, la Cour suprême de la république socialiste soviétique d'Ukraine a considéré que les accusations portées contre les 45 personnes citées dans le procès étaient sans fondement et annule le verdict.

#### En ukrainien
- (uk) Panas Lioubtchenko, Варшавським договором проти п'ятирічки (до процесу СВУ) [« Avec le pacte de Varsovie contre le plan quinquennal (le procès de l'Union de libération de l'Ukraine »], Kharkiv,‎ 1930 ;
- (uk) Центр. Комітет ЛКСМ України (Comite centrale des komsomols d'Ukraine), Молоді фашисти укр. контрреволюції (ст. п. Любченка та ін.) [« Jeunes fascistes de la contre-révolution ukrainienne (articles de Lioubtchenko et alii) . »], Kharkiv,‎ 1930 ;
- (uk) Mykola Skrypnyk, « Контрреволюційне шкідництво на культурному фронті » [« Sabotage contre-révolutionnaire sur le front culturel »], Tchervony Chliakh (uk), no 4,‎ 1930 ;
- (uk) Mykola Skrypnyk, « Спілка Визволення України » [« L'Union pour la libération de l'Ukraine »], Більшовик України, no 8,‎ 1930
- (uk) Прокуратура УРСР (Parquet général de la RSSU), Винувальний висновок у справі контррев. оргції Спілка Визволення України (за винуваченням С. Єфремова, В. Чехівського, А. Ніковського та ін.) [« Acte d'accusation dans l'affaire de l'organisation contre-révolutionnaire de l'Union pour la libération de l'Ukraine (contre S.Yefremov, V.Chekhivsky, A.Nikovsky etc.). . . »], Kharkiv,‎ 1930 ;
- (uk) Д. Дорошенка і Л. Чикаленка (D. Dorochenko et L. Tchikalenka), « Деклярація ЦК УСДРП (від 25. 3, 29. 3, 30. 3 і 9. 4) . На марґінесі процесу СВУ у Харкові » [« Déclarations du comité central du POSD d'Ukraine des 25, 29, 30 mars et 30 avril. En marge du procès de l'Union pour la libération de l'Ukraine à Kharkiv »], Діло, Lviv,‎ 1930 ;
- (uk) Спілка Визволення України. Стенографічний звіт судового процесу [« Union pour la libération de l'Ukraine. Enregistrement sténographique du procès »], t. I, Kharkiv,‎ 1931 ;
- (uk) Mykola Kowalevsky (uk), Країна під червоним ярмом : документи, факти. В. — Л. 1937 [« Ukraine sous le joug rouge : documents, faits. »], Vienne - Lviv,,‎ 1937 ;
- (uk) Туркало К (K. Turkalo), « Сорок п'ять. Спогади з судового процесу СВУ 9. 3. — 20. 4. 1930 » [« Quarante cinq. Mémoires du procès de l'Union pour la libération de l'Ukraine. 3-20 avril 1930 »], Нові Дні,‎ 1952 (34-35), 1953 (36-40) ;
- (uk) Спілка Визволення України [« L'Union pour la libération de l'Ukraine »], vol. I, Munich (réimpr. 1953)
- (uk) Павлушкова Н. (N. Pavlouchkova), « Моє слово про процес СВУ та СУМ » [« Un mot de moi à propos du procès de l'Union pour la libération de l'Ukraine et de l'Union de la jeunesse d'Ukraine »], Нові Дні, Toronto,‎ 1954 (49-51);
- (uk) Феденко П. (P. Fedenko), Isaac Mazepa, Борець за волю України [« Combattant pour la liberté de l'Ukraine »], Londres, Наше Слово,‎ 1954 ;
- (uk) Павлушкова Н. (N. Palouchkova), « Спілка Визволення України й Спілка Укр. » [« L'Union pour la libération d'Ukraine et l'Union de la jeunesse »], Канадійський Фармер (Canadian Farmer), Winnipeg,‎ 1963 ;
- (uk) Туркало К (Turkalo K.), « Спілка Визволення України (до сорокових роковин) » [« L'Union pour la libération de l'Ukraine (vers le 40e anniversaire) »], Нові Дні,‎ 1969, p. 237-239
- (uk) Плющ В. (V. Pliouchtch), Боротьба за українську державу під совєцькою владою [« Le combat pour l'État ukrainien sous les autorités soviétiques »], Londres (réimpr. 1973).

#### En anglais
- (en) J. Mace, « Union for the Liberation of Ukraine (SVU) », sur encyclopediaofukraine.com (Encyclopédie de l'Ukraine), 14 août 2015 (consulté le 4 juillet 2018) ;
- (en) Lawrinenko J., Ukrainian Communism and Soviet Russian Policy Toward the Ukraine : An Annotated Bibliography. 1917 - 1953, New York, 1953 ;
- (en) Manning C. A., Ukraine under the Soviets, New York (réimpr. 1953) ;
- (en) Hryshko V., Experience with Russia, New-York, 1956
- (en) Kostiuk H., Stalinist Rule in the Ukraine, New York, 1960 ;
- (en) Sullivant S., Soviet Politics and the Ukraine 1917 — 1957, New York, 1962
- (en) Holubnychy V., « History of the Ukrainian Soviet Socialist Republic 1917 — 41 », dans Ukraine. A Concise Encyclopedia, vol. I, Toronto, 1963.